# بوشيني أوزبكي
بوشيني أوزبكي (الاسم العلمي:Puccinia uzbekistana) هو نوع من الفطريات يتبع جنس البوشيني من فصيلة البوشينية.